# Tir amb arc als Jocs Olímpics d'estiu de 1908 - estil continental masculí
La competició de l'estil continental masculí va ser una de les tres proves de tir amb arc que es van disputar als Jocs Olímpics de Londres de 1908.
Cada arquer disposava de 40 fletxes per llançar des de 50 metres de distància. La prova es va disputar el 20 de juliol i hi van prendre part disset arquers de tres nacionalitats diferents. La prova va ser dominada pels arquers francesos que van ocupar les onze primeres posicions de la classificació final. El vencedor fou Eugène Grisot, amb set punts d'avantatge sobre Louis Vernet i vuit sobre Gustave Cabaret.

## Medallistes
| Or                  | Plata              | Bronze                |
| Eugène Grisot (FRA) | Louis Vernet (FRA) | Gustave Cabaret (FRA) |

## Resultats
| Pos. | Nom                    | Nacionalitat | Puntuació |
| ---- | ---------------------- | ------------ | --------- |
| 1    | Eugène Grisot          | França       | 263       |
| 2    | Louis Vernet           | França       | 256       |
| 3    | Gustave Cabaret        | França       | 255       |
| 4    | Charles Aubras         | França       | 231       |
| 5    | Charles Quervel        | França       | 223       |
| 6    | Albert Dauchez         | França       | 222       |
| 7    | Louis Salingre         | França       | 215       |
| 8    | Henri Berton           | França       | 212       |
| 9    | Eugène Richez          | França       | 210       |
| 10   | Edouard Beaudoin       | França       | 206       |
| 11   | Charles Vallée         | França       | 193       |
| 12   | John Keyworth          | Regne Unit   | 190       |
| 13   | Émile Fisseux          | França       | 185       |
| 14   | Jean Louis de la Croix | França       | 177       |
| 15   | Henry B. Richardson    | Estats Units | 171       |
| 16   | Alfred Poupart         | França       | 155       |
| 17   | Oscar Jay              | França       | 134       |